# ایستگاه قطار شهری وکیل‌آباد
ایستگاه وکیل‌آباد نخستین ایستگاه خط ۱ قطار شهری مشهد در مسیر غرب به شرق است که در انتهای بلوار وکیل آباد و در سه‌راهی طرقبه شاندیز قرار دارد. این خط از فرودگاه بین‌المللی شهید هاشمی‌نژاد آغاز شده و با عبور از نقاط مهمی مانند حرم مطهر امام رضا (ع) و سه‌راهی طرقبه، به ایستگاه وکیل‌آباد می‌رسد.
این ایستگاه در نزدیکی پایانه وکیل‌آباد قرار دارد که مبدأ ۱۴ خط اتوبوس‌رانی مشهد و حومه است.
ایستگاه وکیل‌آباد به دلیل موقعیت مکانی خود، دسترسی آسانی به پارک جنگلی وکیل‌آباد و مناطق تفریحی اطراف فراهم می‌کند.
ایستگاه وکیل‌آباد در روزهای شنبه تا پنج‌شنبه از ساعت ۶ صبح تا ۱۰ شب و در روزهای جمعه از ساعت ۷ صبح تا ۱۰ شب فعال است.
این ایستگاه به امکاناتی مانند دستگاه‌های فروش بلیت، آسانسور، خودپرداز، دسترسی به خطوط اتوبوس‌رانی و تاکسی، تلفن عمومی و آب‌سردکن مجهز است.